# Now Here’s Johnny Cash
Now Here’s Johnny Cash ist das zehnte Studioalbum des US-amerikanischen Country-Sängers Johnny Cash. Es erschien am 21. Oktober 1961 bei Sun Records unter der Produktion von Sam Phillips und Jack Clement.
Es war nach With His Hot and Blue Guitar, Sings the Songs That Made Him Famous, Greatest! und Sings Hank Williams die fünfte LP, die Sun mit Songs von Cash veröffentlichte. Viele Stücke auf Now Here’s Johnny Cash waren zuvor auf einer der ersten Sun-Alben enthalten.

## Titelliste
1. Sugartime (Odis Echols, Charlie Phillips) – 1:48
2. Down the Street to 301 (Jack Clement) – 2:06
3. Life Goes On (Cash, Clement) – 2:02
4. Port of Lonely Hearts (Cash) – 2:36
5. Cry! Cry! Cry! (Cash) – 2:29
Erschien bereits 1957 auf With His Hot and Blue Guitar.
6. My Treasure (Cash) – 1:16
7. Oh Lonesome Me (Don Gibson) – 2:30
8. Home of the Blues (Cash, Glen Douglas, Vic McAlpin) – 2:43
Erschien erstmals 1958 auf Sings the Songs That Made Him Famous.
9. So Doggone Lonesome (Cash) – 2:37
War schon auf With His Hot and Blue Guitar veröffentlicht worden.
10. You’re the Nearest Thing to Heaven (Jim Atkins, Cash, Hoyt Johnson) – 2:40
Erschien bereits 1958 auf Sings the Songs That Made Him Famous.
11. The Story of a Broken Heart (Sam Phillips) – 2:11
12. Hey, Porter (Cash) – 2:15
War 1955 Cashs erste Single bei Sun.

### Bonustracks der Wiederveröffentlichung
Am 29. Juli 2003 wurde das Album mit fünf weiteren Tracks wiederveröffentlicht. Vier davon waren nur alternative Takes von enthaltenen Songs.
1. I Couldn’t Keep from Crying (Marty Robbins) – 2:03
2. Sugartime (Odis Echols, Charlie Phillips) – 1:47
3. My Treasure (Cash) – 2:19
4. Oh Lonesome Me (Don Gibson) – 2:31
5. Home of the Blues (Cash, Glen Douglas, Vic McAlpin) – 2:46

## Singles
| Jahr | Titel                   | Singlecharts | Position |
| ---- | ----------------------- | ------------ | -------- |
| 1960 | Down the Streets to 301 | Pop          | 85       |
| 1960 | Oh, Lonesome Me         | Country      | 13       |
| 1960 | Oh, Lonesome Me         | Pop          | 93       |